# Васильев, Анатолий Александрович (футболист)
Анатолий Александрович Васильев (25 августа 1944, Кореновск, Краснодарский край — 3 июля 2014, Минск) — советский футболист, выступавший на позиции центрального нападающего, мастер спорта СССР (1966).

## Клубная карьера
Воспитанник пермского футбола, там же начал играть в футбол на взрослом уровне. В одном из матчей за «Звезду», в 1963 году в Зеленодольске против местного «Прогресса» (6:3) забил 6 голов. В 1965 году выступал за «Волгу» из Горького.
В 1966 году перешёл в минское «Динамо» и играл за него в течение восьми сезонов, за это время провёл 209 матчей (47 голов) в высшей лиге чемпионата СССР и 21 матч (5 голов) в Кубке страны. В 1972—1973 годах был капитаном команды.
В 1974 году выступал за львовские «Карпаты», также игравшие в Высшей лиге. Последние два сезона своей карьеры провёл в жодинском «Торпедо» в первенстве Белорусской ССР.

### Стиль игры
Физически крепкий, нацеленный на ворота, умел, укрывая мяч корпусом, уйти от защитников и нанести резкий, трудный для приёма удар.— Российский футбол за 100 лет. М., 1997. Стр. 71

## Карьера в сборной
Сыграл одну игру за олимпийскую сборную СССР, выйдя на замену на 57-й минуте отборочного матча Олимпиады-1972 против Франции (5:1) 3 ноября 1971 года.

## Тренерская карьера
После завершения карьеры игрока работал тренером, старшим тренером в минской футбольной школе «Трудовые резервы» (позже переименована в РЦОП). В 1996 году возглавлял любительскую команду «Прикамье» (Пермь).
Умер 3 июля 2014 года на 70-м году жизни.